# Wielewo (Jeziorany)
Wielewo (deutsch Fehlau) war ein Ort in der polnischen Woiwodschaft Ermland-Masuren. Seine Ortsstelle liegt im Gebiet der Gmina Jeziorany (Stadt-und-Land-Gemeinde Seeburg) im Powiat Olsztyński (Kreis Allenstein).

## Geographische Lage
Die Ortsstelle Wielewos liegt in der nördlichen Mitte der Woiwodschaft Ermland-Masuren, 24 Kilometer westlich der früheren Kreisstadt Rößel (polnisch Reszel) bzw. 33 Kilometer nordöstlich der heutigen Kreismetropole und auch Woiwodschaftshauptstadt Olsztyn (deutsch Allenstein).

## Geschichte
Felau wurde 1785 als adliges Bauerndorf mit drei Feuerstellen erwähnt, 1820 als ebensolches mit drei Feuerstellen bei 21 Einwohnern.
Als 1874 der Amtsbezirk Frankenau (polnisch Franknowo) im ostpreußischen Kreis Rößel gebildet wurde, wurde der Gutsbezirk Fehlau einbezogen.
Im Jahre 1885 zählte Fehlau 16 Einwohner, und im Jahre 1905 waren es 18. Im Jahre 1910 wurden 21 Einwohner gezählt.
Am 30. September 1928 verlor der Gutsbezirk Fehlau seine Selbständigkeit: er wurde in die benachbarte Landgemeinde Frankenau (polnisch Franknowo) eingegliedert.
Als 1945 in Kriegsfolge das gesamte südliche Ostpreußen an Polen fiel, bekam Fehlau die polnische Namensform „Wielewo“. Der Ort wird heute nicht mehr offiziell genannt, er gilt als untergegangen, wobei er in Franknowo aufgegangen sein mag. Die Ortsstelle gehört zur Stadt-und-Land-Gemeinde Jeziorany (Seeburg) im Powiat Olsztyński (Kreis Allenstein).

## Kirche
Bis 1945 war Fehlau in die evangelische Kirche Seeburg (Ostpreußen) (polnisch Jeziorany) in der Kirchenprovinz Ostpreußen der Kirche der Altpreußischen Union, außerdem in die römisch-katholische Kirche Frankenau (Franknowo) im damaligen Bistum Ermland eingepfarrt.

## Verkehr
Die Ortsstelle von Fehlau resp. Wielewo liegt südöstlich der Straße Jeziorany–Prosity (Prositten) in der Abzweigung eines etwas unwegsamen Weges.